# Diocèse de Kasongo
Le diocèse de Kasongo (en latin : Dioecesis Kasongoensis, en Swahili : Dayosisi ya Kasongo) est une juridiction de l'Église catholique romaine au Maniema en République démocratique du Congo, suffragant de l'archidiocèse de Bukavu. Le diocèse de Kasongo fait partie de six diocèses de l'ASSEPB (Assemblée Épiscopale Provinciale de Bukavu).

## Histoire
Au début du XXe siècle, les Pères blancs sont présents dans la région du Maniema et du Kivu pour évangéliser.
Le 10 janvier 1952, le vicariat apostolique de Kasongo est établi à partir du vicariat apostolique de Baudoinville et du vicariat apostolique de Kivu. Il est élevé au rang de diocèse le 10 novembre 1959. 
Le 19 mars 2003, le centenaire de l'évangélisation par des missionnaires d'Afrique est célébré à Kasongo.

## Cathédrale
La cathédrale Saint Charles Borromée est l'église cathédrale du diocèse de Kasongo. La cathédrale Saint Charles Borromée renferme aussi la tombe de Mgr Noël Mala.

## Ordinaires

### Vicaire apostolique de Kasongo
- Richard Cleire, M. Afr. (10 janvier 1952 - 10 novembre 1959), promu évêque

### Évêques de Kasongo
- Richard Cleire, M. Afr. (10 novembre 1959 - 5 avril 1963)
- Noël Mala (5 avril 1963 - 31 juillet 1964)
- Timothée Pirigisha Mukombe (29 septembre 1966 - 30 avril 1990)
  - Christophe Munzihirwa, S.J. (10 mars 1986 - 30 avril 1990), évêque coadjuteur
- Christophe Munzihirwa, S.J. (30 avril 1990 - 14 mars 1995), nommé archevêque de Bukavu
- Théophile Kaboy Ruboneka (2 novembre 1995 - 21 avril 2009), nommé évêque coadjuteur de Goma
- Placide Lubamba Ndjibu, M. Afr. (depuis le 11 mars 2014)

## Statistiques
| année | baptisés | population totale | pourcentage | prêtres (total) | prêtres séculiers | prêtres réguliers | catholiques par prêtre | diacres | religieux | religieuses | paroisses |
| ----- | -------- | ----------------- | ----------- | --------------- | ----------------- | ----------------- | ---------------------- | ------- | --------- | ----------- | --------- |
| 1970  | 115 438  | 485 000           | 23,8        | 41              | 7                 | 34                | 2.815                  |         | 53        | 25          | 3         |
| 1980  | 160 000  | 650 000           | 24,6        | 39              | 4                 | 35                | 4.102                  |         | 42        | 42          | 15        |
| 1990  | 176 959  | 630 295           | 28,1        | 48              | 9                 | 39                | 3.686                  |         | 48        | 48          | 16        |
| 1999  | 220 000  | 900 000           | 24,4        | 43              | 17                | 26                | 5.116                  |         | 41        | 43          | 16        |
| 2000  | 230 000  | 900 000           | 25,6        | 27              | 22                | 5                 | 8.518                  |         | 19        | 39          | 15        |
| 2001  | 240 000  | 900 000           | 26,7        | 34              | 21                | 13                | 7.058                  |         | 25        | 15          | 15        |
| 2002  | 293 840  | 900 000           | 32,6        | 41              | 22                | 19                | 7.166                  |         | 31        | 18          | 15        |
| 2003  | 336 950  | 1 050 000         | 32,1        | 44              | 25                | 19                | 7.657                  |         | 29        | 20          | 15        |
| 2004  | 230 000  | 900 000           | 25,6        | 36              | 23                | 13                | 6.388                  |         | 23        | 17          | 14        |
| 2006  | 298 675  | 965 000           | 31,0        | 41              | 27                | 14                | 7.284                  |         | 23        | 24          | 15        |
| 2013  | 590 000  | 1 298 000         | 45,5        | 40              | 32                | 8                 | 14.750                 |         | 13        | 16          | 15        |
| 2016  | 611 660  | 1 404 248         | 43,6        | 54              | 44                | 10                | 11.327                 |         | 20        | 19          | 16        |
| 2019  | 675 000  | 1 542 800         | 43,8        | 51              | 46                | 5                 | 13.235                 |         | 11        | 20          | 16        |
| 2021  | 741 664  | 2 176 000         | 34,1        | 53              | 46                | 7                 | 13.993                 |         | 13        | 28          | 16        |

## Sources
- (en) Données sur Catholic-hierarchy.com
- (en) Données sur Gcatholic.org